# ドロレス・ハイデン
ドロレス・ハイデン（Dolores Hayden）は、イェール大学の建築学、都市論、アメリカ研究の名誉教授。彼女は、都市史学者、建築家、書作家、詩人である。ハイデンは、都市空間の社会的重要性の理解や、アメリカ合衆国における建造環境の歴史について、革新的な貢献をおこなった

## 背景
ハイデンは、1966年にマウント・ホリヨーク大学から学士 (B.A.)を取得した。次いで、ケンブリッジ大学やハーバード大学デザイン大学院に学び、建築に関する専門職学位を取得した。彼女は、社会学者で小説家でもあったピーター・H・マリス (Peter H. Marris) の未亡人であり、ローラ・ハイデン・マリス (Laura Hayden Marris) の母親である。

## 経歴
1973年以降、ハイデンは、マサチューセッツ工科大学、カリフォルニア大学バークレー校、カリフォルニア大学ロサンゼルス校、イェール大学などで、学職に就いた。
彼女は、ロサンゼルスに拠点を置く非営利の芸術・人道グループ「The Power of Place」を組織し、1984年から1991年にかけて活動した。 この組織の目的は、「都心部の歴史的景観と、その民族的多様性を祝福することにあった。彼女の指揮の下、アフリカ系アメリカ人助産師の家や、ラテン系服飾労働組合の本部事務所、日系アメリカ人の花畑などに関するプロジェクトが取り組まれ、市民や歴史家、芸術家、デザイナーなどが参加して、普通の市民の労働生活を精査し、記録する活動が展開した。。

## 受賞
- American Library Association Notable Book
- Award for Excellence in Design Research from the National Endowment for the Arts
- Paul Davidoff Award for an outstanding book in Urban Planning from the ACSP
- Diana Donald Award for feminist scholarship from the American Planning Association
- Vincent Scully Prize, National Building Museum, 2022[7]
- Matilde Ucelay Award, Spanish Ministry of Transport and Urban Agendas, 2022[8]

## おもな著作

### 著書
- Exuberance: Poems, Red Hen Press, 2019.[9]
- American Yard: Poems, 2004.[10][11]
- A Field Guide to Sprawl, W W Norton, 2004.
- Building Suburbia: Green Fields and Urban Growth, 1820-2000, Pantheon, 2003.
- Redesigning the American Dream: Gender, Housing, and Family Life, W W Norton, 1984, rev. ed. 2002.
  - （野口美智子、櫻井のり子、佐藤俊郎 訳）『アメリカン・ドリームの再構築 住宅、仕事、家庭生活の未来』勁草書房、1991年
- The Power of Place: Urban Landscapes as Public History, MIT Press, 1995.[12]
  - （後藤春彦、篠田裕見、佐藤俊郎 訳）『場所の力 パブリック・ヒストリーとしての都市景観』学芸出版社、2002年
- The Grand Domestic Revolution: A History of Feminist Designs for American Homes, Neighborhoods, and Cities, MIT Press, 1981.[13]
  - （野口美智子、藤原典子 他訳）『家事大革命 アメリカの住宅、近隣、都市におけるフェミニスト・デザインの歴史』勁草書房、1985年
- Seven American Utopias: The Architecture of Communitarian Socialism, 1790-1975,  MIT Press, 1976.

### 分担執筆
- 'Challenging the American Domestic Ideal', featured in Women in American Architecture: A Historic and Contemporary Perspective (1977)
- 'Catharine Beecher and the Politics of Housework', featured in Women in American Architecture: A Historic and Contemporary Perspective (1977)

### 論文
- —— (1980). "What Would a Non-Sexist City Look Like? Speculations on Housing, Urban Design, and Human Work". 5 (3): S170–S187. JSTOR 3173814.